# 平屋

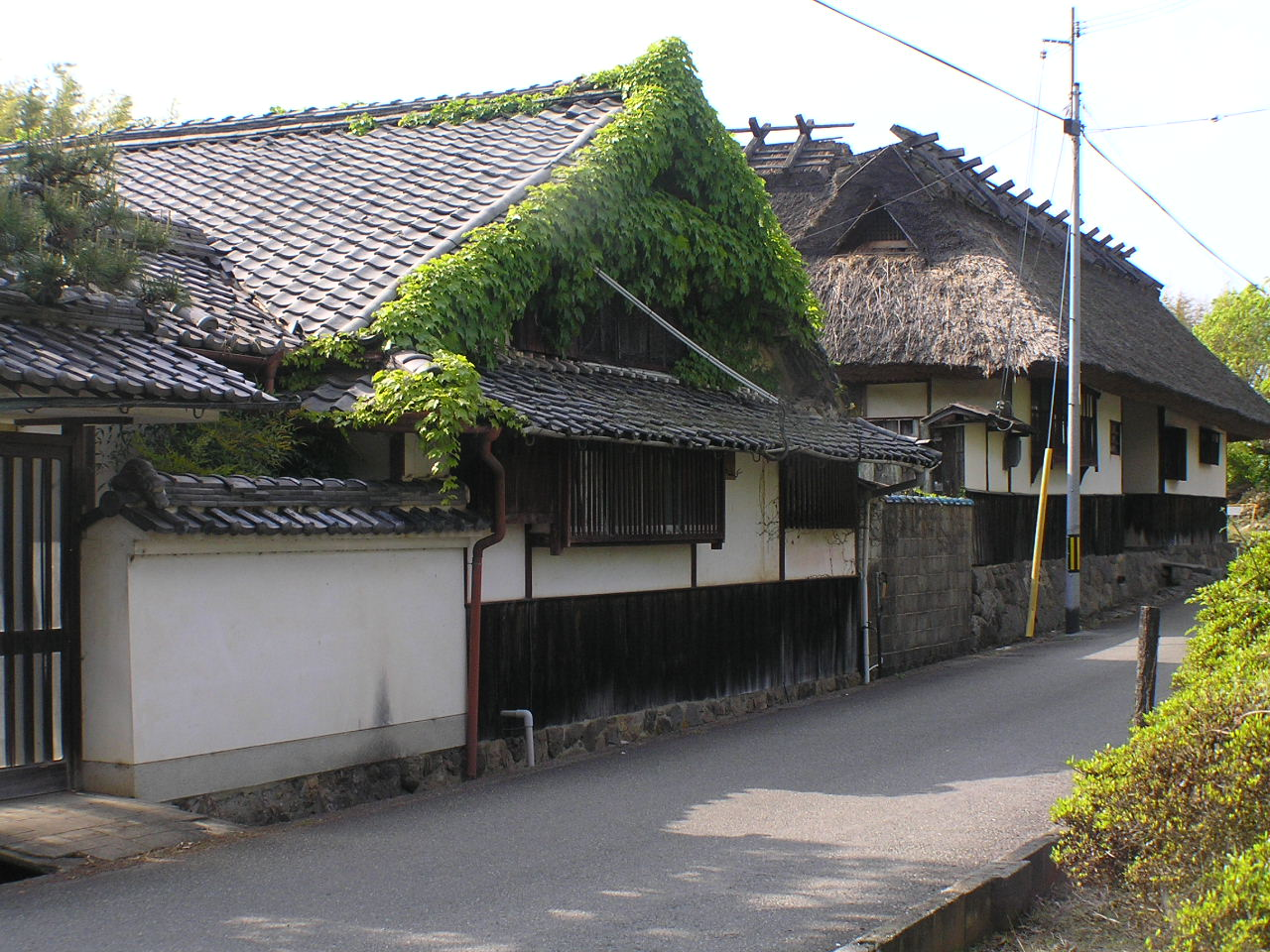
平屋の伝統的日本建築の建ち並ぶ通り（丹波篠山市）

平屋（ひらや）は、階数によって建築物を区分する際の一区分で、1層の建築物を指す。1階建て（いっかいだて）とも呼ばれる。「平家」とも表記される。不動産の登記書類や建築基準法での表記には「平家」が使われている。

## 概要
平屋は、それぞれ1層の床、天井、屋根と壁で構成され、建築物の構造としては最も単純なものであり、古くから幅広い用途の建築物に用いられてきた。2階建て以上の建築物と比較すると、階段などの垂直方向の移動設備が不要で、動線が水平方向のみで構成されるため、平面計画が容易であるという特徴を有する。
空間の高度利用という面では中高層建築がより有利であるが、平屋は、商品の搬入などが容易で、客に目が届きやすいという特徴を有するため、スーパーマーケットやコンビニエンスストアなどの商業施設で多用される。
また、平屋住宅は、人の目が行き届きやすく、人の移動が容易であるため、幼児向け施設や高齢者住宅に向いている。地価の高い都市部では、2階建てなどと比べて同じ延べ床面積の建築物を建てるためにより広い土地が必要となる平屋住宅は高級住宅に位置づけられる。

## 間取り
平屋の間取りは、1階建て住宅のため限られたスペースの中プランを決める必要がある。キッチンやリビングはもちろんのこと、寝室や子供部屋をすべて1階に納めなければいけないからである。
広い敷地で平屋を建てるのであれば、部屋数を確保できる。しかし、30坪の大きさの平屋となるとスペースが限られてしまう。そのため、平屋の間取りを決める際には、工務店などと良くプランを考えて決定する必要がある。